# Manic (álbum)
Manic é o terceiro álbum de estúdio da cantora e compositora americana Halsey, lançado em 17 de janeiro de 2020 pela Capitol Records. Como produtora executiva, Halsey trabalhou com os produtores Benny Blanco, Cashmere Cat, FINNEAS, Greg Kurstin, Jon Bellion, Lido, Louis Bell, entre outros. Musicalmente, Manic é um disco electropop, hip hop e rock alternativo, com influências de vários outros gêneros, incluindo country, K-pop, pop, R&B, entre outros. Halsey descreveu o álbum como "mudando de ideia tanto quanto ela".
Manic conta com colaborações com Dominic Fike, Alanis Morissette, e Suga do BTS. O álbum foi precedido por três singles, os singles "Without Me", "Graveyard" e "You Should Be Sad". Ela embarcará na Manic World Tour para promover o álbum.

## Antecedentes esingles
Em 4 de outubro de 2018, Halsey lançou o single "Without Me", que mais tarde se tornaria sua primeira música número um como artista principal na Billboard Hot 100.  Em março de 2019, Halsey anunciou que seu próximo terceiro álbum de estúdio seria lançado em 2019 e que ela quer que seja "perfeito".  Durante uma sessão de perguntas e respostas em 7 de agosto de 2019, ela afirmou que o álbum é "mundo de fantasia menos distópico" e que reflete sua visão de mundo atual.  Ela revelou o título do álbum em sua mídia social em 12 de setembro de 2019, junto com um link oficial para um site com o título do álbum. O site conteria uma transmissão ao vivo da pintura da cantora.  Em 13 de setembro de 2019, Halsey lançou "Graveyard", segundo single do álbum. Em 29 de setembro de 2019, Halsey lança o single promocional “Clementine" em seu aniversário. Em 6 de dezembro de 2019, Halsey libera dois singles promocionais simultâneos, "Finally // Beautiful Stranger" e "Suga's Interlude", segundo e terceiro single promocional, respectivamente. Em 10 de janeiro de 2020, "You Should Be Sad" é lançado como o terceiro single oficial de trabalho.

## Recepção crítica
| Críticas profissionais | Críticas profissionais |
| Pontuações agregadas   | Pontuações agregadas   |
| Fonte                  | Avaliação              |
| ---------------------- | ---------------------- |
| Metacritic             | 80/100                 |
| Avaliações da crítica  |                        |
| Fonte                  | Avaliação              |
| The Guardian           | [ 11 ]                 |
| NME                    | [ 12 ]                 |
| Rolling Stone          | [ 13 ]                 |

Manic recebeu aclamação generalizada da crítica após o lançamento. No Metacritic, com base em 16 críticas, o álbum conta com uma nota de 80 de 100, que indicam aclamação universal.

## Lista de faixas
Lista de faixas adaptadas do Google Play.
| Edição padrão  |                                                      |                                                                                                  |                                                             |         |  |
| N.º            | Título                                               | Compositor(es)                                                                                   | Produtor(es)                                                | Duração |  |
| 1.             | "Ashley"                                             | Ashley Frangipane Brenton Duvall Benjamin Levin Magnus August Høiberg Alex Young Charlie Kaufman | Benny Blanco [e] Cashmere Cat Alex Young Brenton Duvall [a] | 3:06    |  |
| 2.             | "Clementine"                                         | Frangipane Johnathan Carter Cunningham Jasper Sheff                                              | John Cunningham Halsey                                      | 3:54    |  |
| 3.             | "Graveyard"                                          | Frangipane Amy Allen Jon Bellion Louis Bell Jordan K. Johnson[Stefan Johnson Mark "Oji" Williams | Bellion Ojivolta Bell The Monsters and the Strangerz        | 3:01    |  |
| 4.             | "You Should Be Sad"                                  | Frangipane Greg Kurstin                                                                          | Greg Kurstin                                                | 3:25    |  |
| 5.             | "Forever... (Is a Long Time)"                        | Frangipane Peter Losnegård Levin [e] Høiberg Nathan Perez                                        | Halsey Lido                                                 | 2:47    |  |
| 6.             | "Dominic's Interlude" (com part. de Dominic Fike)    | Frangipane Fike Losnegård Andrew Jackson Duck Blackwell                                          | Halsey Lido Andrew Jackson Duck Blackwell                   | 1:16    |  |
| 7.             | "I Hate Everybody"                                   | Frangipane Sarah Aarons Noonie Bao Losnegård Levin [e] Høiberg Perez Finneas O'Connell           | Halsey Lido FINNEAS [a]                                     | 2:51    |  |
| 8.             | "3AM"                                                | Frangipane Greg Kurstin                                                                          | Greg Kurstin                                                | 3:54    |  |
| 9.             | "Without Me"                                         | Frangipane Brittany Amaradio Allen Bell Justin Timberlake Timothy Mosley Scott Storch            | Bell                                                        | 3:21    |  |
| 10.            | "Finally // Beautiful Stranger"                      | Greg Kurstin Halsey                                                                              | Greg Kurstin                                                | 3:41    |  |
| 11.            | "Alanis' Interlude" (com part. de Alanis Morissette) | Halsey Lido                                                                                      | Lido                                                        | 2:41    |  |
| 12.            | "Killing Boys"                                       | Frangipane Nate Ruess Cunningham Levin [e] Høiberg Perez Diablo Cody                             | Cunningham Halsey                                           | 2:23    |  |
| 13.            | "Suga's Interlude" (com part. de Suga do BTS)        | Min Yoon-gi Ashley Frangipane Peder Losnegård                                                    | Lido Pdogg SUGA                                             | 2:18    |  |
| 14.            | "More"                                               | Frangipane Ammar Malik Levin [e] Andrew Wells Dave Lubben Kevin Snevely Høiberg Losnegård        | Halsey Lido Andrew Wells [a]                                | 2:33    |  |
| 15.            | "Still Learning"                                     | Frangipane Bell Fred Gibson Ed Sheeran Romy Madley Croft                                         | Bell FRED                                                   | 3:31    |  |
| 16.            | "929"                                                | Frangipane Cunningham Sheff                                                                      | Sheff Cunningham                                            | 2:55    |  |
| Duração total: | Duração total:                                       | Duração total:                                                                                   | Duração total:                                              | 47:36   |  |

| Faixas bônus da edição deluxe do Target |                                    |                       |                |         |  |
| N.º                                     | Título                             | Compositor(es)        | Produtor(es)   | Duração |  |
| 17.                                     | "You Should Be Sad" (voz original) | Frangipane            | Halsey         | 2:13    |  |
| 18.                                     | "I'm Not Mad"                      | Frangipane Cunningham | Cunningham     | 2:53    |  |
| Duração total:                          | Duração total:                     | Duração total:        | Duração total: | 52:02   |  |

| Faixa bônus da edição japonesa |                   |                       |                |         |  |
| N.º                            | Título            | Compositor(es)        | Produtor(es)   | Duração |  |
| 19.                            | "Wipe Your Tears" | Frangipane Cunningham | Cunningham     | 1:51    |  |
| Duração total:                 | Duração total:    | Duração total:        | Duração total: | 53:53   |  |

Notas
- "Clementine", "Killing Boys" e "3AM" são estilizados em letras minúsculas.

- You Should Be Sad", "Forever ... (Is a Long Time)", e "Finally // Beautiful Stranger" são estilizados em letras maiúsculas e minúsculas.
- "I Hate Everybody" é estilizado em letra maiúscula.
- Suga em "Suga's Interlude" é estilizado em letras maiúsculas.
- "Without Me" interpola a música "Cry Me a River", escrita por Justin Timberlake, Timothy Mosley e Scott Storch.

## Certificações e vendas
| Região | Certificação | Vendas/distribuição |
| --- | ------------ | ------------------- |
| Canadá (Music Canada) | Platina      | 80,000‡             |
| México (AMPROFON) | Ouro         | 30,000^             |
| Países Baixos (NVPI) | Ouro         | 20,000^             |
| Noruega (IFPI Noruega) | Platina      | 20,000*             |
| Estados Unidos (RIAA) | Platina      | 1,000,000‡          |
| *vendas baseadas apenas na certificação ^distribuições baseadas apenas na certificação ‡vendas+valores de streaming baseados apenas na certificação |              |                     |